# Jacques Freundlich
Jakob „Jacques“ Freundlich (* 14. November 1874 in Unter-Gänserndorf; † 9. November 1951 in Zürich) war ein österreichischer Rechtsanwalt und Mitglied des Verfassungsgerichtshofs.

## Leben
Freundlich wuchs als Sohn eines Buchhändlers in einer jüdischen Familie auf. Er studierte Rechtswissenschaft an der Universität Wien; während seines Studiums war er Mitglied der Freien Vereinigung sozialistischer Studenten. Nach seiner Promotion 1896 zum Dr.iur. arbeitete er zunächst als Konzipient, von 1905 bis 1934 als Rechtsanwalt in Wien, wobei er vorwiegend in der gewerkschaftlichen Rechtsvertretung tätig war. Am 1. Weltkrieg nahm er als Frontoffizier teil. Ab 1926 bis zu ihrer Auflösung 1934 war er zudem Präsident der Arbeiterbank. Am 16. Februar 1930 wurde er auf Vorschlag des Nationalrats zum Mitglied des Verfassungsgerichtshofs ernannt. Er übte dieses Amt bis 1934 aus, als der Verfassungsgerichtshof im Austrofaschismus aufgelöst wurde. In der Folge wurde er für mehrere Monate inhaftiert, vorgeblich aufgrund von Vorwürfen des Hochverrats, der Krida und des Diebstahls, die sich als haltlos herausstellten.
Nach dem Anschluss Österreichs an das nationalsozialistische Deutschland emigrierte er 1938 über Zürich nach Paris, wo er in der österreichischen Emigrantenszene aktiv war (AVOES und Fédération des Emigrés Provenant d’Autriche). Über Südfrankreich floh er 1940 nach New York, wo er Mitglied des Austrian Labor Committee war. Am 6. Juni 1949 wurde ihm die US-amerikanische Staatsbürgerschaft verliehen. Im Jahr nach seiner Rückkehr nach Europa starb er 1951 in Zürich, seine Urne wurde am Friedhof Rehalp beigesetzt.
Freundlich war ab 12. Oktober 1905 mit Olga Lanzer (1880–1966) verheiratet. Die Schriftstellerin Elisabeth Freundlich war die gemeinsame Tochter des Paars.